# شهرستان کاواچی، توچیگی
شهرستان کاواچی، توچیگی (انگلیسی: Kawachi District, Tochigi) یکی از شهرستان‌های ژاپن است که در استان توچیگی در ژاپن واقع شده‌است. این شهرستان یک شهر بنام کامینوکا، توچیگی دارد.